# 馬克·E·格林
馬克·愛德華·格林（英語：Mark Edward Green，1964年11月8日—），是一位美國政治人物、醫生和退役美國陸軍少校，曾任美国众议院议員，代表田納西州第7國會選區。